# Episodi di The Whispers
La prima e unica stagione della serie televisiva The Whispers, composta da 13 episodi, è stata trasmessa negli Stati Uniti per la prima volta dall'emittente ABC dal 1º giugno al 31 agosto 2015.
In Italia la stagione è andata in onda in prima visione sul canale satellitare Fox dall'8 settembre al 3 novembre 2015.
| n° | Titolo originale      | Titolo italiano           | Prima TV USA   | Prima TV Italia   |
| -- | --------------------- | ------------------------- | -------------- | ----------------- |
| 1  | X Marks the Spot      | Perché non giochi, mamma? | 1º giugno 2015 | 8 settembre 2015  |
| 2  | Hide & Seek           | L'uomo nero               | 8 giugno 2015  | 8 settembre 2015  |
| 3  | Collision             | Collisione                | 15 giugno 2015 | 15 settembre 2015 |
| 4  | Meltdown              | Fusione nucleare          | 22 giugno 2015 | 15 settembre 2015 |
| 5  | What Lies Beneath     | Cosa c'è sotto            | 29 giugno 2015 | 22 settembre 2015 |
| 6  | The Archer            | Sagittario                | 6 luglio 2015  | 22 settembre 2015 |
| 7  | Whatever It Takes     | Tutto ciò che occorre     | 13 luglio 2015 | 29 settembre 2015 |
| 8  | A Hollow Man          | Un uomo cupo              | 20 luglio 2015 | 29 settembre 2015 |
| 9  | Broken Child          | Un bambino distrutto      | 3 agosto 2015  | 6 ottobre 2015    |
| 10 | Darkest Fears         | Le paure più profonde     | 10 agosto 2015 | 13 ottobre 2015   |
| 11 | Homesick              | Nostalgia di casa         | 17 agosto 2015 | 20 ottobre 2015   |
| 12 | Traveller in the Dark | Viandante nel buio        | 24 agosto 2015 | 27 ottobre 2015   |
| 13 | Game Over             | Fine del gioco            | 31 agosto 2015 | 3 novembre 2015   |